# الطينية
الطينية هي قرية صغيرة تقع في منطقة الجزيرة قرب تلعفر، يسكنها بيوت من المعامرة.
ظهر اسم البلدة في إحصاء 1957 م وكان عدد سكنها في تلك العام 190 نسمة.
من القرى القريبة من الطينية قرية «أبو ماريا» وقرية «ركراك».